# Pénétromètre (matériau semi-solide)
Pour les articles homonymes, voir Pénétromètre.
Un pénétromètre est un appareil de mesure, par pénétration, de la consistance des matériaux semi-solides, c’est-à-dire pâteux, crémeux ou très visqueux. La propriété déterminée avec un pénétromètre est appelée pénétrabilité. 
Le pénétrateur peut être par exemple une aiguille, un cône, une bille, un cylindre, un fil coupant, une plaque ou une lame. Plus le matériau à tester est dur, plus le pénétrateur doit être pointu.
La profondeur ou la vitesse de pénétration après un certain temps, sous une charge donnée, peuvent donner une information sur la consistance de l’échantillon testé. Ainsi un pénétrateur peut être un bâton en métal à bout conique qu'on enfonce dans la neige ou le névé pour déterminer les propriétés physiques de la neige en mesurant la force nécessaire pour enfoncer le bâton à une profondeur donnée.

## Matières testées
Le tableau suivant présente quelques exemples de matières qui peuvent être testées au moyen d'un pénétromètre. 
| Matière                     | Pénétrateur      | Normes ISO          | Normes EN              | Normes ASTM |
| --------------------------- | ---------------- | ------------------- | ---------------------- | --- |
| Bitume et liants bitumineux | Aiguille         |                     | EN 1426                | ASTM D5 |
| Cire de pétrole             | Aiguille         |                     |                        | ASTM D1321 |
| Graisse lubrifiante         | Cône             | ISO 2137, ISO 13737 |                        | ASTM D217, ASTM D1403 (à utiliser uniquement lorsque la taille de l'échantillon ne permet pas l'utilisation de la norme ASTM D217). |
| Vaseline, paraffine et cire | Cône             |                     |                        | ASTM D937 |
| Mastic                      | Cône ou aiguille |                     | EN 13880-2, EN 13880-4 | ASTM D5329 |